# Eleição parlamentar na Nigéria em 1959
A eleição parlamentar nigeriana de 1959 ocorreu em 12 de dezembro. O NPC sagrou-se novamente vencedor do pleito após obter 34,01% dos votos válidos e elegeu uma bancada parlamentar de 134 deputados.
Graças ao alargamento da Assembleia Nacional da Nigéria, que passou de 184 para 312 assentos, o NCNC e o AG, os outros 2 partidos majoritários durante o período da Primeira República, conseguiram aumentar consideravelmente suas bancadas parlamentares: o NCNC obteve 26,12% dos votos e elegeu 81 deputados e o AG conquistou 25,20% dos votos e elegeu, por sua vez, 73 deputados.
Houve ainda o aumento no número de deputados filiados a partidos menores, bem como de candidatos independentes, que somados obtiveram 8% dos votos válidos, elegendo um total de 24 deputados.